# Efecto Ringelmann
El efecto Ringelmann, también conocido como comportamiento free rider o problema del polizón, es un concepto que indica la aparición de la tendencia a disminuir el rendimiento en un grupo; es decir, a medida que su tamaño aumenta, la productividad del grupo decrece, por lo que el esfuerzo del conjunto no es igual a la suma de todos los esfuerzos de los miembros de forma individual.

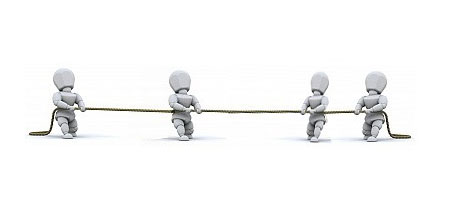
Efecto Ringelmann

## Historia
El creador de esta teoría fue el ingeniero francés Maximilien Ringelmann. Este especialista realizó, durante los años 1882 y 1887, diversos estudios sobre la acción de tirar de una cuerda. Este experimento lo realizó tanto de forma individual como con grupos de dos, tres y hasta ocho personas. A medida que el número de miembros que tiraban de la cuerda era mayor, el esfuerzo del resto de miembros disminuía progresivamente. Las observaciones de Max Ringelmann se publicaron en 1913, demostrando así que el trabajo grupal de los diferentes equipos no alcanza a la suma de los esfuerzos individuales. 
Los datos obtenidos fueron que uno contra el otro realizaban un 100% de esfuerzo. Cuando lo hacían por parejas, el esfuerzo era del 93%. Por tríos bajaba al 85%. Y así hasta que en un grupo de ocho personas cada una se esforzaba un 49% de su capacidad.
Los componentes de un equipo pueden estar menos motivados en las situaciones en las que las tareas son repetitivas, aunque el rendimiento es deficiente cuando la coordinación entre los miembros del equipo es errónea o incluso existe falta de motivación. Con el fin de motivar a los miembros de un equipo, es interesante hacer que el desempeño individual de cada participante sea reconocido, de esta forma el esfuerzo de las personas será superior. 
Cuando los individuos trabajan en grupos, la responsabilidad a nivel individual disminuye debido a que no se sienten directamente responsables ya que no se hacen directamente responsables no pudiéndose evaluar sus propios esfuerzos.

## Causas
Según Ringelmann, los grupos no logran alcanzar su pleno potencial debido a diversos procesos interpersonales de dominio global del grupo. Es decir, se han identificado dos procesos distintos como fuentes potenciales para la reducción de la productividad de los grupos: pérdida de motivación y problemas de coordinación.
Pérdida de motivación:  Reducción del esfuerzo individual ejercido cuando las personas trabajan en grupos en comparación a cuando trabajan solas. Según Ringelmann, los miembros del grupo tienden a confiar en que sus compañeros de trabajo, proporcionaran el esfuerzo deseado para una tarea común.
Problemas de coordinación: Cuando los individuos se reúnen en grupos para llevar a cabo una tarea, su rendimiento depende de sus recursos individuales y los diversos procesos interpersonales en el trabajo dentro del grupo. Incluso si los miembros del grupo poseen las habilidades y conocimientos necesarios para completar una tarea asignada, pueden fallar a la hora de coordinar sus esfuerzos de una manera productiva.

## Consecuencias del efecto y cómo combatirlo
En 1983, el profesor de psicología social Norbert L. Kerr observó el efecto en sus experimentos con grupos de dos jóvenes. Estos experimentos consistían en hacer una serie de actividades y luego él las valoraría, pero en cada pareja habría uno que tendría un comportamiento claro de free rider. Los resultados fueron que en las primeras actividades los grupos las realizaban correctamente, pero a medida que pasaban los ejercicios se iban haciendo peor. La conclusión que extrajo Kerr es que los demás compañeros de grupo preferían suspender la tarea a que el otro, el vago, se aprovechara de ellos.
A raíz de observar el problema que supone el efecto Ringelmann, se han dado varias soluciones para superarlo:
- Identificación y determinación del desempeño individual (Kerr & Jackson, 1981; Williams, Harkins & Latané, 1981).
- Evaluación externa del desempeño por un superior (Harkins & Jackson, 1985).
- Autoevaluación propia y de los demás del grupo (Szymanski & Harkins, 1987).
- Fomentar la competitividad dentro del grupo y entre los grupos (Waller, 1988).
- Fomentar la creencia de la indispensabilidad del desempeño individual para el éxito del grupo (Kerr & Bruun, 1983).
- Relevar tareas que sean difíciles, que reten a los miembros del grupo, que sean intrínsecas y personalmente relevantes (Harkins, 1982).

Las formas tradicionales para la motivación como la fijación de objetivos y dar recompensas o castigos no se contemplan como un camino para la reducción del efecto Ringelmann.